# Řád Guelfů
Řád Guelfů (německy Guelphen-Orden) byl hannoverský řád. Založil ho 28. dubna 1815 anglický princ regent a pozdější král Jiří IV. jakožto svrchovaný vládce Hannoveru. Řád byl pojmenován podle hannoverské vládnoucí dynastie Guelfů (Welfů), z níž pocházel i Jiří IV. Po dobu personální unie s Velkou Británií byl udělován i v Anglii. Řád byl dělen do pěti tříd a zanikl s anexí Hannoverska Pruskem roku 1866.

## Vzhled řádu
Odznakem je osmicípý zlatý nesmaltovaný kříž maltézského typu, převýšený korunou. Mezi jednotlivými rameny kříže se nacházejí zlatí lvi. Ve středovém červeném medailonu je vyobrazen bílý cválající kůň (znak Hannoveru). Na reversu odznaku je pak zlatá korunovaná iniciála GR (Georgius Rex / Jiří král) a letopočet MDCCCXV (1815). Středový medailon je ovinut pásem s latinským heslem Nec Aspera Terrent a zeleným vavřínovým (u vojáků) nebo dubovým (u civilistů) věncem. Za vojenské zásluhy se mezi kříž a korunu vkládaly dva zkřížené meče.
Hvězda je osmicípá se stejným středovým medailonem řádu pro třídu velkokříže. Pro komandéry 1. třídy zastupoval hvězdu stříbrný řádový kříž.
Barva řádové stuhy je světle modrá.

## Dělení a způsoby nošení
S udělením tří vyšších tříd bylo spojeno povýšení do nedědičného rytířského stavu. Celkem byl řád udělován v 5 třídách
- velkokříž - odznak na velkostuze, hvězda, řetěz
- komandér 1. třídy - odznak zavěšen u krku, hvězda
- komandér 2. třídy - odznak zavěšen u krku
- rytíř - odznak na prsou
- nositel stříbrného kříže - stříbrný kříž na stuze na prsou.[1]

## Galerie

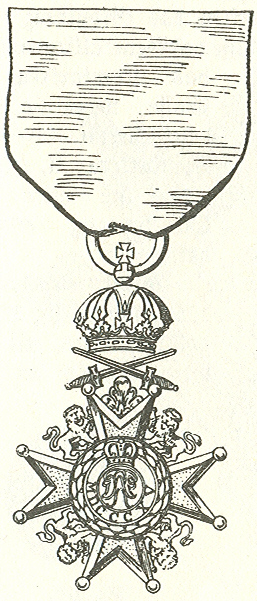
Odznak s meči, revers
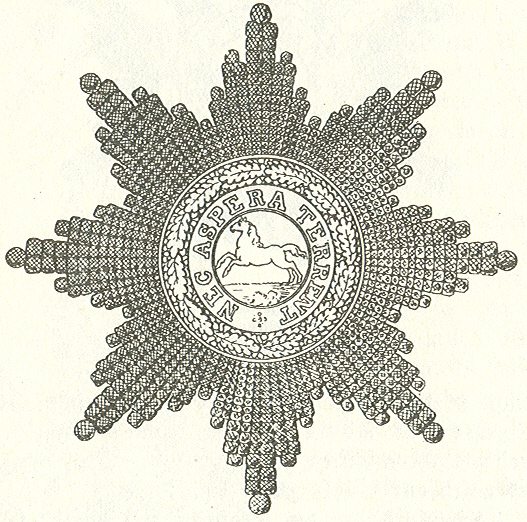
Řádová hvězda velkokříže
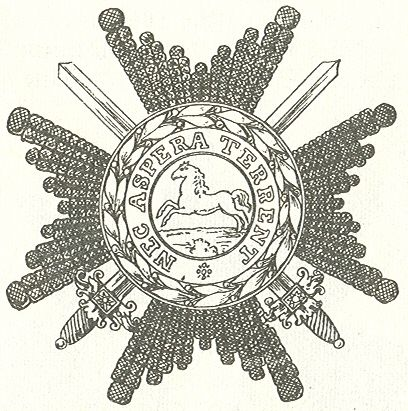
Řádová hvězda komandéra 1. třídy s meči
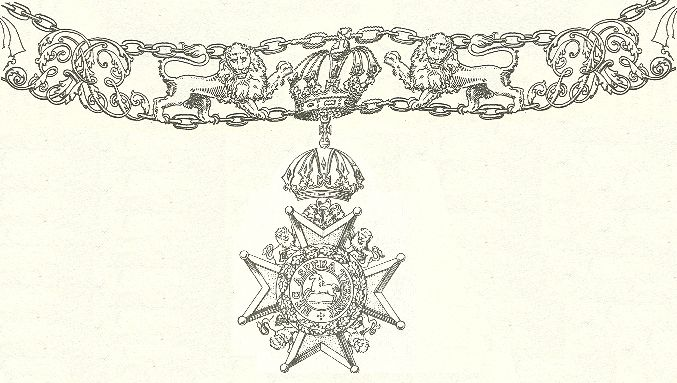
Řádový řetěz
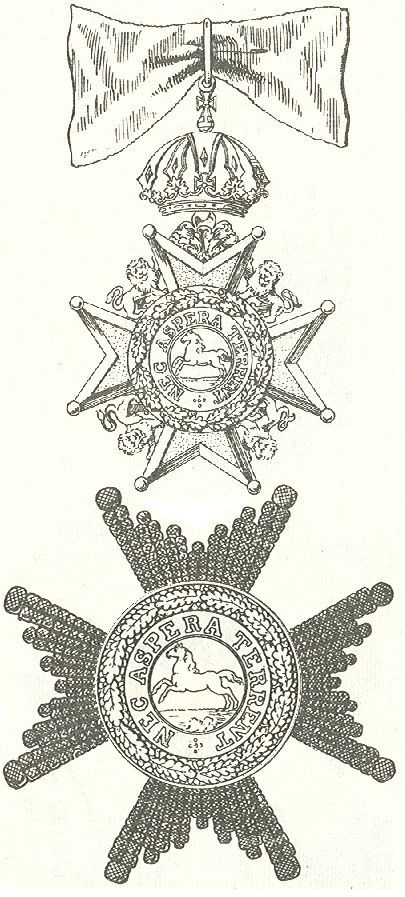
Odznak a hvězda komandéra I. třídy